# Prora
Prora est une station balnéaire allemande, construite sous le régime nazi. Situé sur l’île de Rügen à 300 km au nord de Berlin, le complexe monumental, construit en béton de 1936 à 1939 pour l’organisation de loisirs Kraft durch Freude et resté inachevé du fait de l'entrée en guerre, représente un cas d'école pour l'étude de l'architecture nationale-socialiste.
Le « colosse de Rügen » est le noyau du complexe monumental et se composait à l'origine de huit blocs identiques alignés sur une longueur de 4,5 kilomètres le long du Prorer Wiek. Trois blocs ont été détruits entre 1945 et 1949, à l'exception de quelques segments. Il resta cinq blocs sur une longueur d'environ 2,5 kilomètres, qui furent transformés et agrandis vers 1950 sous les auspices de la « guerre froide » pour devenir « la caserne la plus monumentale de la RDA » de l’Armée populaire nationale (NVA). Pendant plus de quatre décennies, le site a été utilisé à des fins militaires. Prora est devenue une zone interdite.
Après 1990, la Bundeswehr a liquidé le site militaire. Après une utilisation civile intermédiaire initiale, une grande partie des anciennes casernes tomba en ruine. Depuis 2004, les blocs sont vendus individuellement et transformés en complexes résidentiels et hôteliers.

## Géographie

### Situation
« Prora » se trouve sur l'île de Rügen, sur la mer Baltique et se situe sur une large baie entre les villes de Sassnitz et de Binz, au bord du Prorer Wiek, une vaste baie maritime, sur une bande étroite, appelée le Prora, qui sépare le Jasmunder Bodden de la Prorer Wiek et de la mer Baltique. 

### Urbanisme
Les bâtiments s’étendaient sur plus de 4,5 kilomètres et sont situés à environ 150 m de la plage. La zone entre les bâtiments et la côte est couverte de pins et de bruyère. La côte offre une plage plate de sable, longue de 10 km, qui s’étend de Binz au nouveau port de ferrys de Sassnitz dans le quartier de Neu Mukran. Cette plage est donc un endroit idéal pour y ériger un bâtiment en bord de mer. Ce complexe massif, surnommé « colosse de Rügen », « colosse de Prora », ou « cité balnéaire du IIIe Reich », devait devenir la plus grande station balnéaire du monde, avec une capacité d'accueil devant s'élever à plusieurs millions de vacanciers par an.

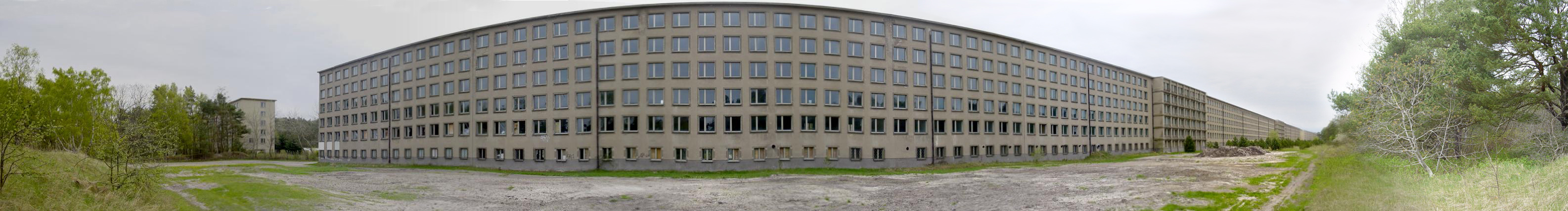
Vue panoramique.

## Architecture et conception

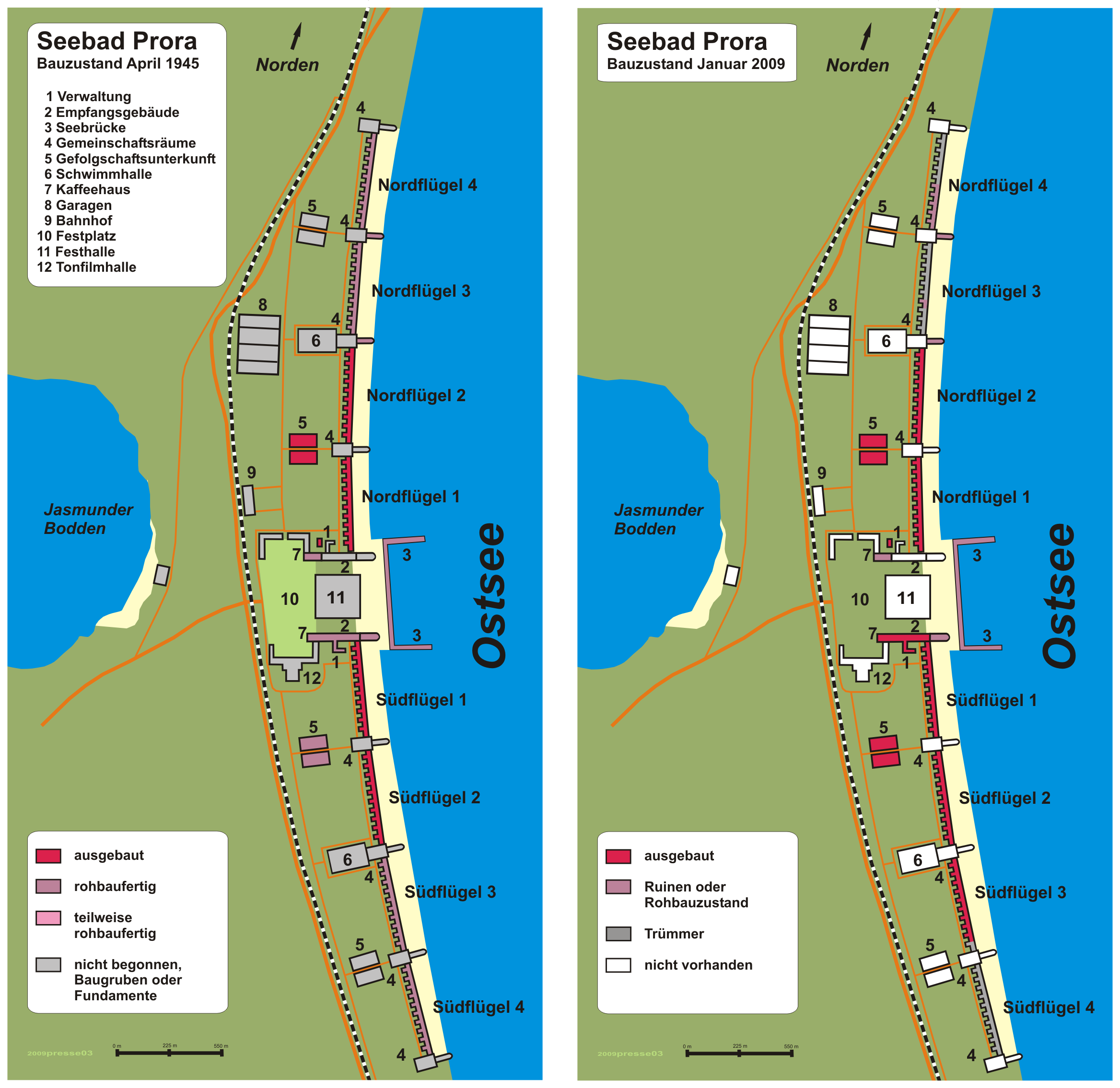
Plan en 1945 et en 2009.

Ce complexe balnéaire répond à un double objectif. D'une part, il doit satisfaire la demande naissante de lieux de villégiature pour les travailleurs en vacances. D'autre part, en répondant à cet objectif social, il doit canaliser cette demande vers des structures agréées par le pouvoir. « Prora » est donc conçu pour loger 20 000 vacanciers. Chaque travailleur du pays devant pouvoir passer des vacances à la plage (mis à part les non aryens, ceux qui avaient épousé un non aryen ou si l'on était parent d'un enfant handicapé), le projet est colossal. Le caractère populaire et social du lieu est primordial, comme le montre une affiche de propagande, qui présente une famille aryenne type avec quatre enfants, vantant « la force à travers le plaisir » et ajoutant : « et le soir, des pommes de terre ». Cependant, le salaire moyen de l'ouvrier moyen était de 60 reichsmarks (RM) par mois alors que les vacances à Prora auraient coûté 2 RM par jour, ce qui aurait rendu son coût compliqué à assurer pour tous les foyers. Le directeur de Kraft durch Freude (KdF), Robert Ley, est à l'initiative du projet ; il se vantait qu'Adolf Hitler lui avait demandé de construire « la plus grande cité balnéaire du monde » (le Führer n'est cependant jamais venu sur les lieux voir les travaux). Prora devait être le cadre d'au total cinq stations balnéaires du même type.
Le contrat pour la construction de la station balnéaire a été attribué à l'architecte Clemens Klotz (en) (1886-1969) après un appel d'offres en février 1936. Bien que dix architectes au total aient participé à la procédure, Klotz avait déjà construit d'autres bâtiments de propagande nationale-socialiste et avait déjà élaboré des plans pour cette installation au préalable, à la demande de son mécène, le directeur du KdF Robert Ley. Après le concours et sur ordre d'Hitler, ils furent seulement modifiés, en ce sens que la grande salle des fêtes fut reprise du projet de l'architecte Erich zu Putlitz (en)  comme élément central supplémentaire et adaptée sur le plan architectural. À l’exposition universelle de Paris de 1937, l’ensemble des plans pour le complexe balnéaire « Prora » reçoit le Grand Prix de l’Architecture. Il fut encore modifié pendant la construction jusqu'en 1939. 

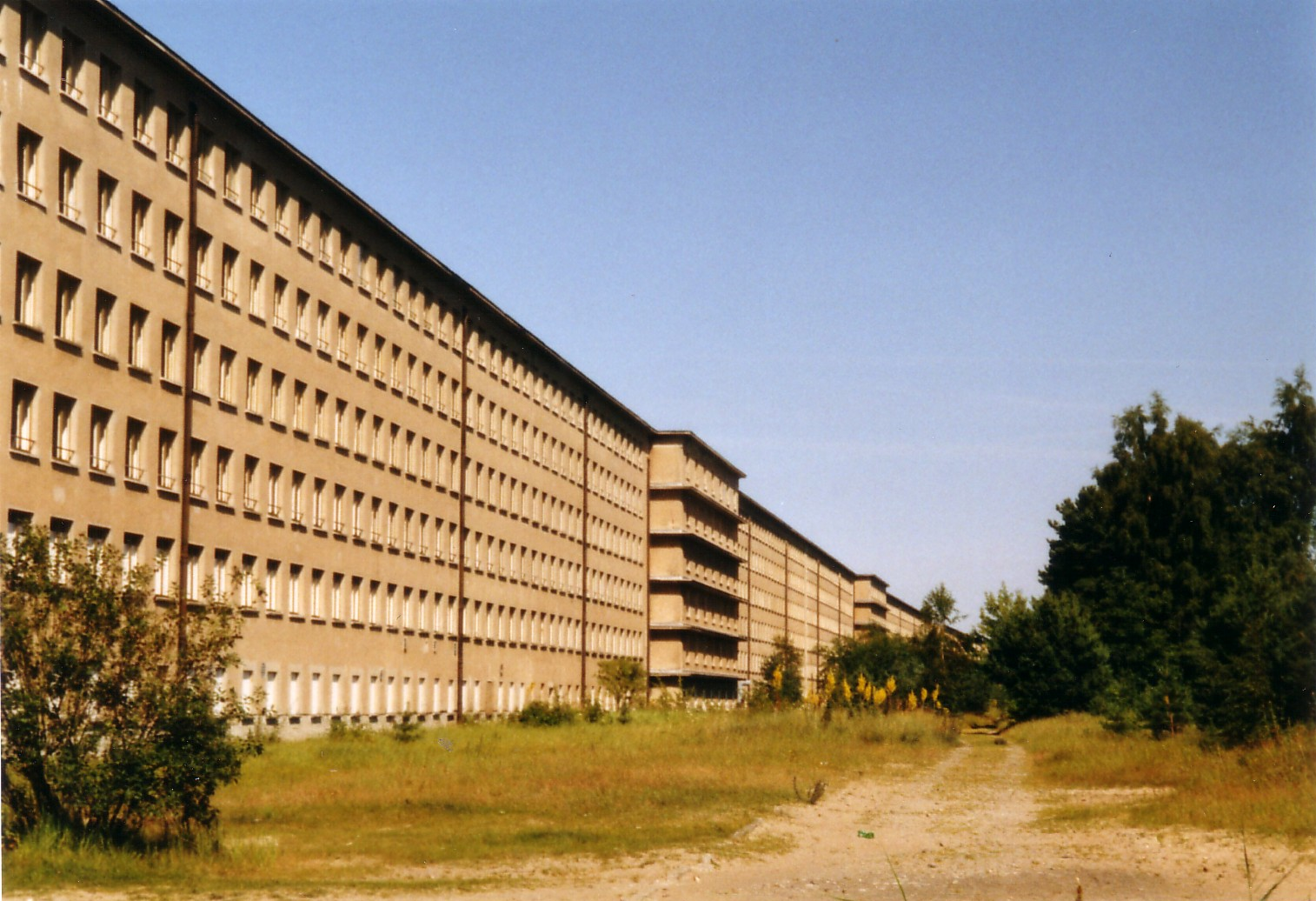
Prora en 2004.

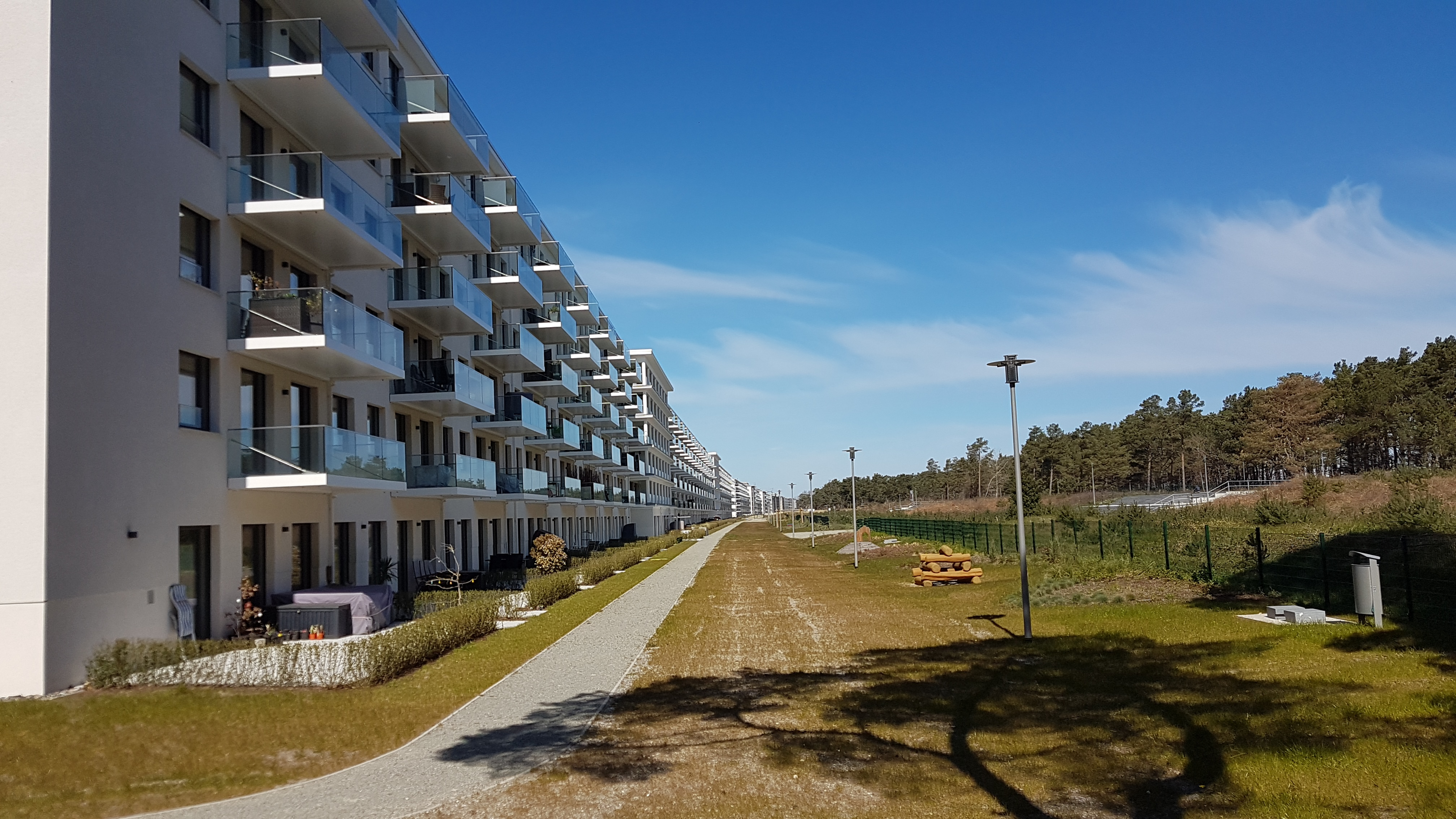
... et en 2019 après la reconstruction

Les plans prévoyaient la construction de huit blocs d'immeubles de 550 mètres de long, de six étages et parfaitement identiques, avec un total de 10 000 chambres d'hôtes. Cette construction allongée, qui s'étendait sur environ cinq kilomètres le long de la côte, devait permettre à toutes les chambres d'avoir une vue sur la mer, tandis que les couloirs étaient situés côté terre. L'équipement prévu pour les chambres de seulement 2,25 m × 4,75 m, dont deux pouvaient être reliées par une porte, était assez sommaire par rapport aux normes actuelles : deux lits, un coin salon, une armoire et un lave-mains. D'autres installations sanitaires se trouvaient dans les cages d'escalier des blocs orientées vers la campagne. Toutes les chambres d'hôtes devaient être équipées de haut-parleurs. Les toilettes et les douches étaient communes. Le projet initial prévoyait aussi deux piscines (pouvant accueillir chacune 5 000 personnes à la fois), un théâtre, un cinéma et une salle des fêtes de 25 000 places assises d'architecture néoclassique (40 mètres de haut avec une immense place bordée d'arcades). Un large quai pour bateaux transportant des passagers était également prévu. Mais ces programmes ne seront pas mis en œuvre.
Conformément aux exigences totalitaires du système, l'aspect communautaire de ces vacances est important et l'individualisme mis de côté : les repas (dans une des dix salles géantes, pouvant chacune accueillir 1 000 personnes), les activités sportives et plus généralement les loisirs se font toujours en groupe. Des halls de repos ouverts et chauffés à l'intérieur des ailes de lits devaient rendre les vacances moins dépendantes de la météo. Deux piscines à vagues, un cinéma et plusieurs établissements de restauration devaient également être construits comme installations communes. D'autres éléments centraux du complexe étaient la place de rassemblement prévue au milieu entre les blocs et les quais, qui devaient permettre l'accostage de petits bateaux. Les bateaux des stations balnéaires ne peuvent pas naviguer sur le Prorer Wiek plat, contrairement à certains dessins de propagande. Parallèlement aux installations pour les vacanciers, il a fallu mettre en place une infrastructure complète pour accueillir un tel nombre de personnes. À l'intérieur des terres, une gare, des bâtiments pour le personnel et les services ont été planifiés et en partie réalisés à cet effet. 
Wilhelm Heidrich, qui a déjà travaillé avec Klotz sur d'autres projets, est nommé Baudirektor und Oberbauleiter, directeur des travaux et chef de chantier. Il restera sur le chantier jusqu'à la fin de la guerre. Pendant la construction, de 1936 à 1939, presque toutes les entreprises importantes de construction du Reich furent engagées d’une façon ou d’une autre dans le chantier. Près de 9 000 ouvriers y travaillèrent. En 1938, la ville voisine de Binz, lieu de villégiature prisée de la bourgeoisie juive, est déclarée « Judenfrei », ce qui la vide de sa population juive.
Inauguré trois mois avant le début de la Seconde Guerre mondiale, le site n’a jamais ouvert au public. La guerre en 1939 interrompit les travaux, Adolf Hitler voulant faire du site un hôpital militaire. En 1944, le site devient en effet un hôpital pour la Wehrmacht. Les huit immeubles d’habitation, le théâtre et le cinéma restèrent des coquilles vides, alors que les piscines et la salle de spectacles n’étaient pas encore bâties.

## Histoire

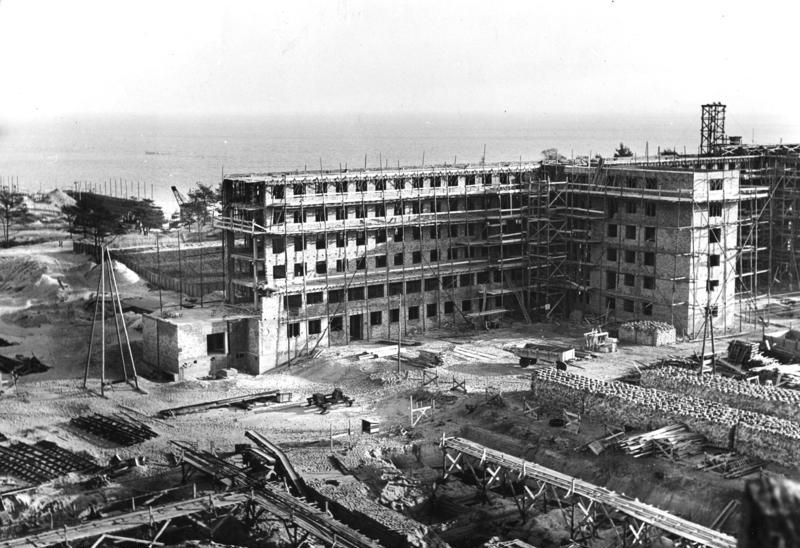
La station balnéaire KdF de Rügen pendant la phase de construction (1937).

### Construction (1936-1939)
L'organisation Kraft durch Freude (KdF) a acquis les terrains nécessaires à la station balnéaire de Rügen dès 1935 auprès de Malte zu Putbus (de). La première pierre fut posée le 2 mai 1936, bien que l'appel d'offres pour le projet de construction était encore en cours à ce moment-là. La date avait toutefois été délibérément choisie si tôt, car il s'agissait du troisième anniversaire, hautement symbolique, de l'écrasement des syndicats. Les travaux proprement dits ne commencèrent que six mois plus tard.
Les huit blocs destinés aux visiteurs ont été construits en trois ans, entre 1936 et 1939. Neuf entreprises de construction renommées (Philipp Holzmann, Hochtief, Dyckerhoff & Widmann, Siemens-Bauunion, Boswau & Knauer, DEUBAU, Sager & Woerner, Polensky & Zöllner, Beton- und Monierbau) ont participé aux travaux. Par moments, 9 000 ouvriers du bâtiment ont travaillé sur la station balnéaire KdF de Rügen. À l'exception de l'entreprise Sager & Woerner (construction des quais), toutes les autres entreprises de construction participantes ont construit chacune un bloc, ce qui a donné lieu à une sorte de compétition pour la construction la plus rapide. 
À l'époque, les travaux de construction ont suscité un intérêt international. Ainsi, lors de l'exposition universelle de 1937 à Paris, une maquette de la station balnéaire de Prora fut récompensée par le Grand Prix de l’Architecture.
Au début de la guerre, en 1939, les travaux de construction furent en grande partie stoppés. À l'exception d'un bloc, le gros œuvre des huit blocs d'habitation, des constructions en bordure sud de la place des fêtes et des quais était déjà achevé, mais pas les piscines, la salle des fêtes et une grande partie des bâtiments d'exploitation. Ils n'ont jamais été réalisés. Les travaux de sécurisation les plus nécessaires ont encore été effectués sur les gros œuvres, puis les activités de construction ont été définitivement arrêtées. Les matériaux de construction livrés restèrent sur place, ce qui laisse supposer une reprise des travaux prévue après la fin de la guerre.

### 1939-1945
Pendant la guerre, une partie des futurs immeubles d'habitation du complexe a servi de lieu d'entraînement pour les auxiliaires de la Luftwaffe et un bataillon de police. Les blocs de gros œuvre du colosse en tant que tels sont restés inhabitables. En 1943, des parties du bloc sud furent aménagées afin de créer des quartiers de remplacement pour les Hambourgeois bombardés dans le cadre de l'opération Gomorrhe. À partir de 1944, la Wehrmacht entretint un petit hôpital militaire à Prora. Vers la fin de la guerre, des réfugiés des régions de l'Est trouvèrent également un logement à Prora, à nouveau pour la plupart dans les immeubles d'habitation construits par la suite. 

### 1945-1990
Lorsque l'Union soviétique a pris le contrôle de Rügen à partir de mai 1945, le site a d'abord été utilisé pour l'internement de grands propriétaires terriens et a continué à héberger des personnes expulsées des régions de l'Est. Certaines parties des installations ont été démontées pour être évacuées en tant que réparations de guerre. Entre 1948 et 1953, le site a été utilisé par l'Armée rouge, qui a fait dynamiter et démolir le gros œuvre le plus au sud. Des explosions massives ont également été effectuées sur les deux blocs les plus au nord. Un segment de l'avant-dernier bloc a été conservé, et environ la moitié du dernier bloc est restée fortement endommagée. La 13e brigade de chasseurs de chars soviétique y était stationnée. 
Dans les premières années qui ont suivi la Seconde Guerre mondiale, l'utilisation future du complexe a fait l'objet d'un débat public. Il a été proposé de le transformer en lieu de détente. « Si l'on considère que l'argent des travailleurs a été dépensé à hauteur d'environ 60 millions de marks pour ces constructions, il ne peut guère y avoir d'autre objectif que de continuer à développer ce complexe de bains pour les travailleurs », pouvait-on lire dans un article de presse. L'utilisation comme zone industrielle a également été discutée, mais peu après, l'extension militaire de l'installation a été décidée. Après le rejet des revendications de la Fédération des syndicats allemands (FDGB), Prora abrita dès 1949 une école d'infanterie pour près de 1000 hommes. En 1950, elle devint une unité de police casernée, qui fut intégrée à la police populaire casernée, créée en 1952. Cette dernière a donné naissance à l'Armée populaire nationale (NVA) de la RDA en 1956. Pour la première fois de son histoire, Prora a accueilli environ 10 000 hommes. La zone autour des blocs de Prora a été déclarée zone interdite vers 1950. Pendant un certain temps, jusqu'à 19 000 personnes  ont travaillé à la reconstruction de cinq blocs de la station balnéaire largement démantelée. Jusqu'en 1956, les ruines du KdF ont été essentiellement transformées en casernes. Ce n'est qu'à ce moment-là que les blocs ont été dotés de chambres, de portes, de fenêtres, d'installations, d'équipements sanitaires et du crépi gris que l'on peut encore voir aujourd'hui sur certains bâtiments non rénovés. 
Dans un premier temps, des instituts de formation ont été stationnés à Prora, puis des unités de combat militaires, bien que stratégiquement discutables sur une île. Parmi elles, le régiment de tirailleurs motorisés 29 (MSR-29), qui a participé à la protection de la construction du mur de Berlin. De 1960 (d'abord camouflé, puis officiellement à partir de 1962) à 1982, le Luftsturmregiment 40, une unité d'élite des forces terrestres de la NVA, était installé dans le bloc V, à l'emplacement de l'actuelle auberge de jeunesse de Prora. En 1968, un établissement de formation de la Volksmarine - l'antenne du service de base des navires (Stralsund/Dänholm) - a également été transféré à Prora, dans le bloc III. 
À partir de la fin des années 1970, les casernes ont principalement servi à l'entraînement militaire. Dans le bloc V, des unités de construction utilisées pour la construction du port de ferry de Mukran ont été stationnées à partir de novembre 1982. Juste à côté d'elles, dans la partie sud du bloc V, était stationné l'un des plus grands régiments de formation de réserve de la RDA. Dans le bloc IV voisin, des soldats de pays en développement politiquement amis comme l'Éthiopie, le Mozambique ou la Palestine ont été formés à partir de 1981 dans l'école supérieure d'officiers pour cadres militaires étrangers « Otto Winzer » et de ce fait il ne figurait plus sur aucune carte. L'école technique militaire « Erich Habersaath » de la NVA se trouvait à Prora-Est. La partie sud du complexe (aujourd'hui : bloc I) était à la disposition des membres de la NVA et des troupes frontalières comme maison de repos, camping, colonie de vacances pour enfants et lieu de vacances. 

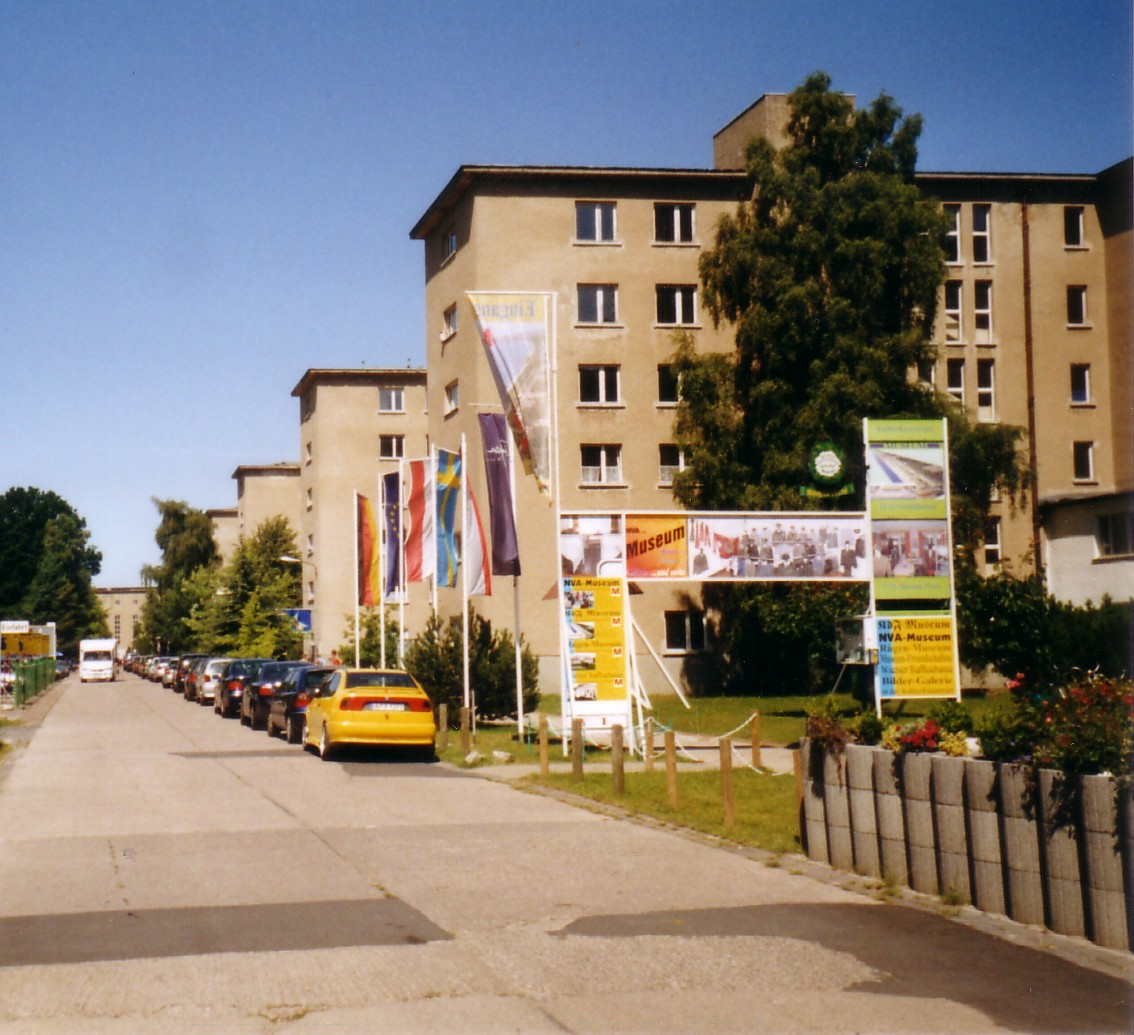
Museumsmeile Prora, en 2004.

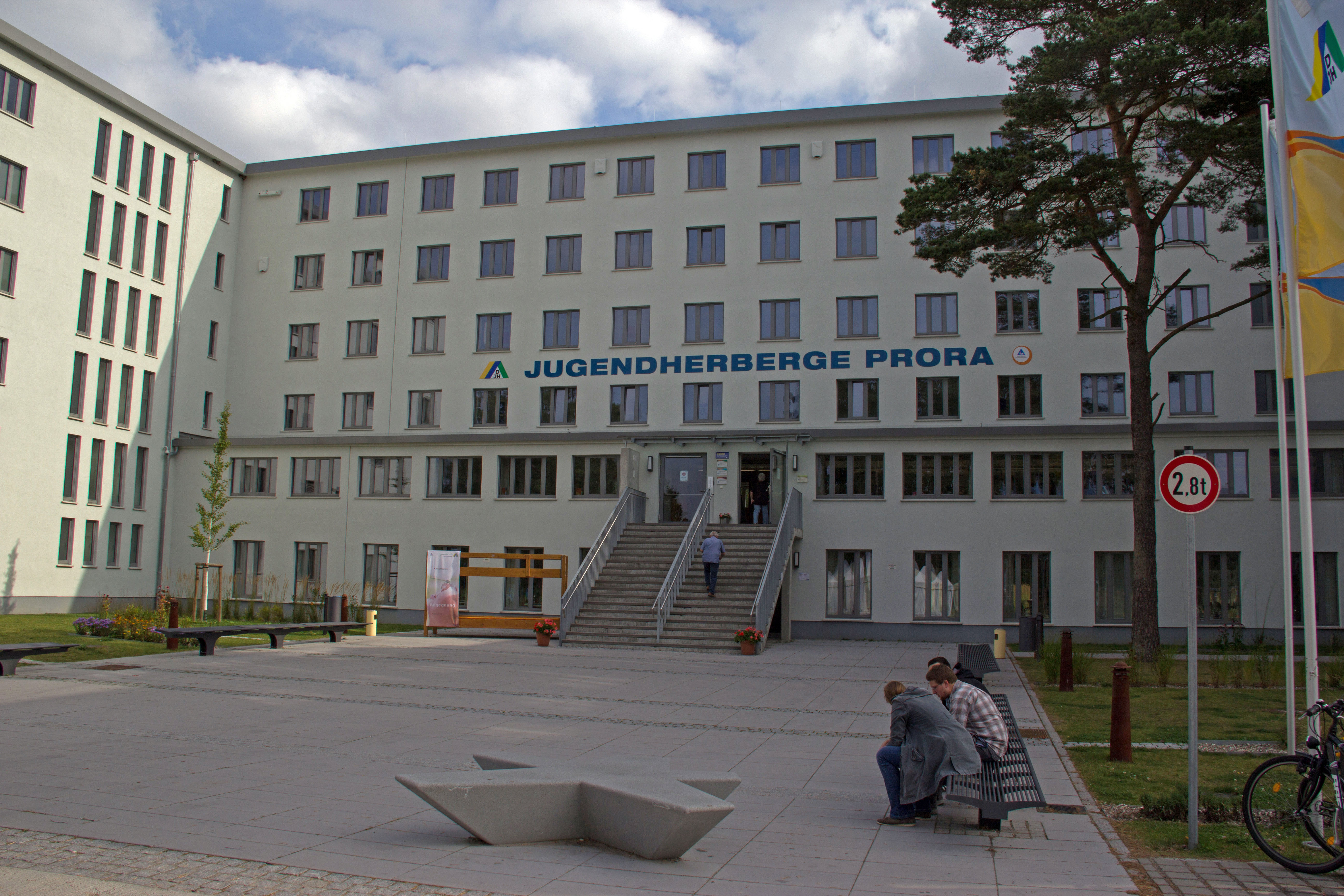
Auberge de jeunesse de Prora, en 2012.

### Depuis 1990
Après la réunification allemande en 1990, l'armée allemande a repris le complexe, puis a cessé de l'utiliser fin 1992 et a quitté Prora. Depuis début 1993, le complexe est ouvert au public. En 1994, le complexe a été classé monument historique en tant que l'un des plus grands héritages du régime nazi. L'administration fédérale du patrimoine n'ayant pas réussi dans un premier temps à vendre les bâtiments classés, seules les mesures de sécurité absolument nécessaires ont été prises sur une grande partie du site. Seul le bloc 3, Prora Mitte, qui abrite un musée sur le KdF-Seebad Prora (centre de documentation de Prora), le musée de la NVA et diverses expositions spéciales, la galerie de photos Rügenfreunde et un café viennois, a fait exception à cette règle. Un « musée à toucher » géré par Joachim Wernicke a été fermé en 2004, tout comme le musée de la boxe qui s'y trouvait. Entre 1993 et 1999, le site a accueilli la plus grande auberge de jeunesse d'Europe, puis, à partir de 2002, le One World Camp Youth Hostel. En 2011, une nouvelle auberge de jeunesse a été ouverte dans la partie la plus au nord du complexe (bloc V). 

#### Centres de documentation
Le centre de documentation de Prora se trouve depuis 2000 dans le bâtiment situé au sud de la place des fêtes, à côté de l'ancienne maison de la NVA - autrefois prévue comme théâtre - après que l'urbaniste berlinois Jürgen Rostock, en particulier, ait œuvré depuis 1990 à la création de cette institution consacrée à l'histoire du KdF. Géré jusqu'en 2012 par la « Stiftung Neue Kultur », il est aujourd'hui géré par une association d'utilité publique. Outre des expositions temporaires, il présente entre autres l'exposition permanente « MACHTUrlaub - Das KdF-Seebad Rügen und die deutsche Volksgemeinschaft » (Vacances du POUVOIR - La station balnéaire du KdF à Rügen et la communauté populaire allemande), qui documente surtout l'histoire de la planification et des premières constructions du complexe. L'arrière-plan du projet ainsi que son utilisation par la propagande nationale-socialiste y sont thématisés. De nombreux symposiums se sont en outre penchés sur l'avenir du site. L'objectif était d'ancrer la station balnéaire du KdF en tant que monument à l'histoire sociale et architecturale du Troisième Reich et d'en faire un usage mixte pour le commerce, l'art, la culture et l'habitat.
En 2001, des historiens du centre de documentation ont fondé l'association concurrente Prora-Zentrum, sous l'égide de la conseillère régionale Kerstin Kassner. En 2007, le PRORA-ZENTRUM Bildung - Dokumentation - Forschung s'est installé dans une salle d'atelier et d'exposition provisoire près de l'actuelle auberge de jeunesse (bloc V), où il effectue un travail d'éducation historico-politique, présente des expositions et organise des visites du site historique. En 2011, l'association devait ouvrir un centre de formation et de rencontre dans l'ancienne caserne, mais la procédure de sélection en faveur de l'association a été contestée. Depuis, Prora-Zentrum se consacre également à l'histoire de la RDA, avec notamment une exposition sur les Bausoldaten de Prora. Le centre de formation prévu n'a pas encore vu le jour, mais depuis 2016, l'association organise son exposition dans l'ancien bâtiment de garde devant le bloc V et dans les dernières cellules de détention datant de l'époque du site militaire, classées monument historique à l'initiative de Denk-MAL-Prora. Entre-temps, le bloc V a également été autorisé à être privatisé par le conseil régional, sous réserve de la création d'un lieu de mémoire et d'éducation.

#### Ventes et nouvelles utilisations

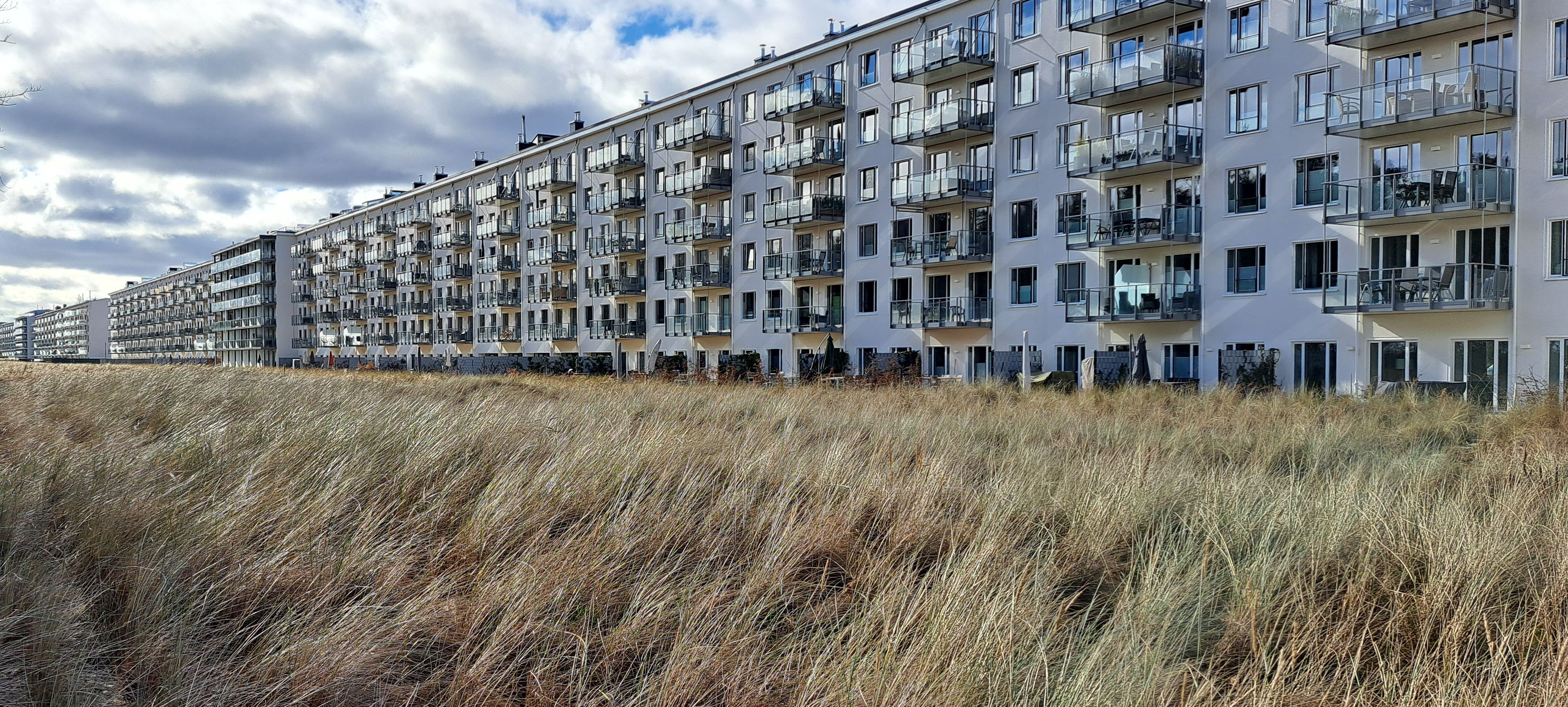
Prora en 2024 - Bloc III - Coté mer.

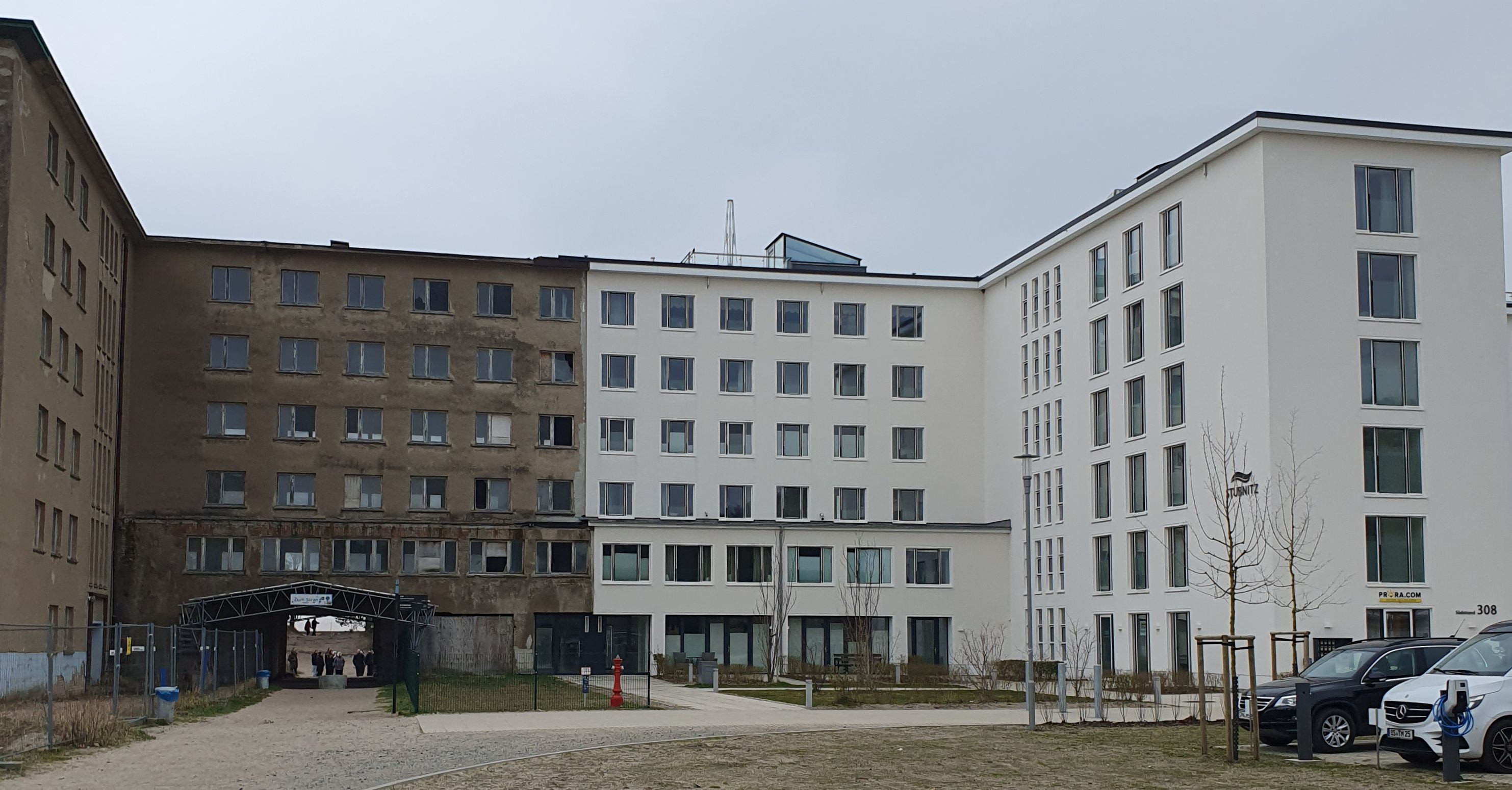
Prora - Bloc III - Contraste avant/après rénovation.

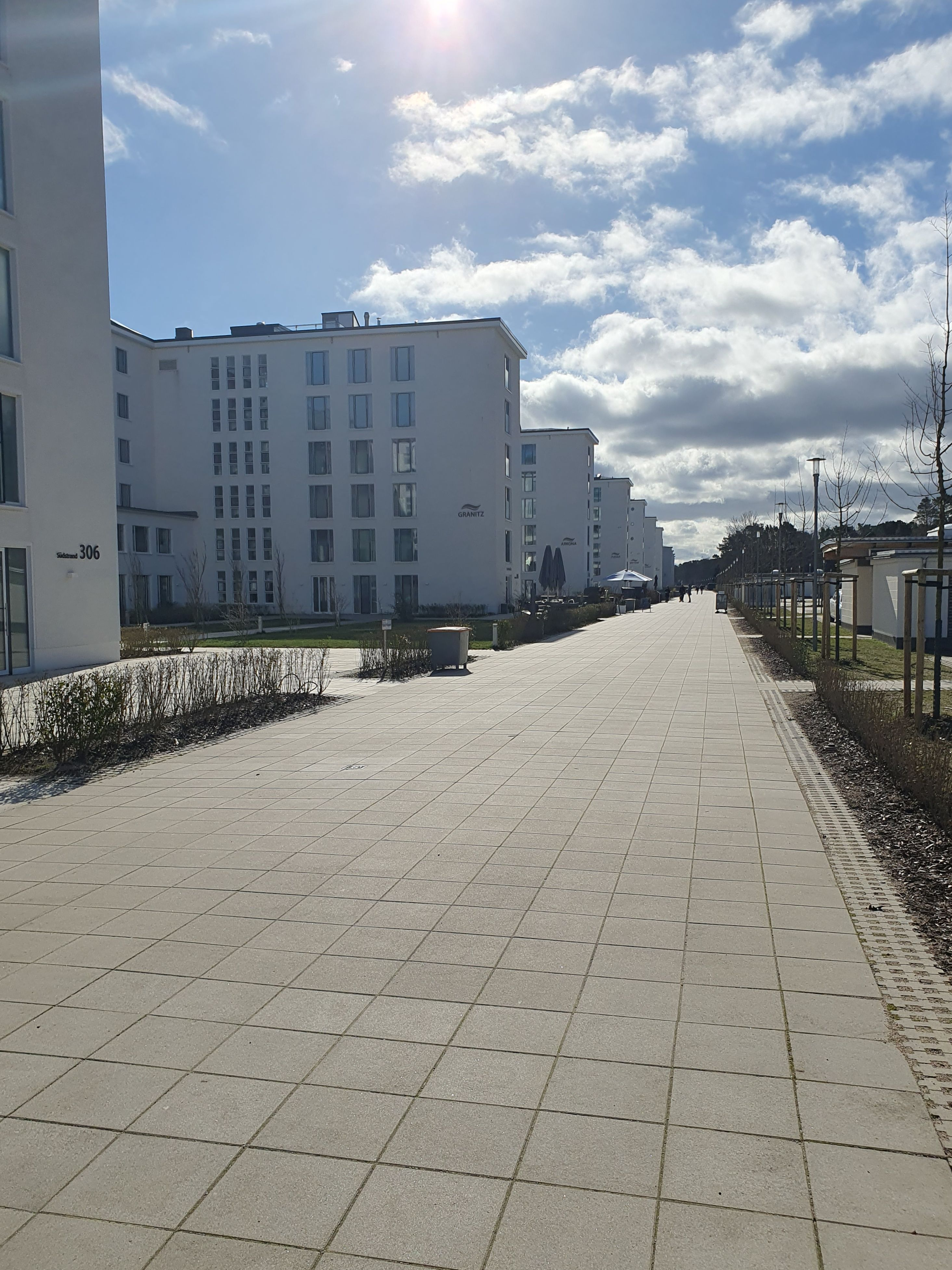
Prora en 2024 - Bloc III - Coté terre.

Des pans entiers du « Colosse de Rügen », aux fenêtres éventrées, menaçaient de tomber en ruine. Classé au patrimoine national allemand depuis 1994, il n’est pas question de le faire sauter. Le coût d'un simple ravalement d’un des huit blocs est estimé à plusieurs dizaines de millions d’euros. Depuis 2004, d'autres blocs du complexe ont été vendus individuellement, dont plusieurs à Ulrich Busch, le fils de l'acteur Ernst Busch, devenu grand propriétaire immobilier. Le 23 septembre 2004, le bloc VI a été vendu pour 625.000 euros à un acquéreur inconnu. Le bloc III, l'ancien quartier des musées, a été vendu le 23 février 2005 à la société Inselbogen GmbH, qui a par la suite donné congé aux exploitants des musées qui s'y trouvaient et annoncé une utilisation comme hôtel et entreprise culturelle. En octobre 2006, les blocs I et II ont été vendus à la société Prora Projektentwicklungs GmbH de Binz. Celle-ci avait déjà vendu le bloc I au préalable à l'investisseur autrichien Johann Christian Haas, qui avait fourni les moyens financiers. Le plan d'aménagement a été développé en commun. Les plans des nouveaux propriétaires prévoyaient surtout des appartements dans les deux blocs situés au sud de l'actuelle Museumsmeile. Pour le rez-de-chaussée, un mélange de culture, d'art, de gastronomie, de petites entreprises et de commerces était prévu. Une fois les plans terminés et la sécurité de la planification obtenue, Haas a de nouveau vendu le bloc I. Lors d'une vente aux enchères le 31 mars 2012, le bien a été acheté par un investisseur berlinois pour 2,75 millions d'euros.
En novembre 2006, la Bundesanstalt für Immobilienaufgaben a conclu un contrat d'achat avec le district de Rügen concernant le bloc V. Avec le soutien financier de l'État fédéral, du Land de Mecklembourg-Poméranie occidentale et de l'UE, le district de Rügen a fait construite une auberge de jeunesse de 400 lits, sur une portion de 150 mètres, après deux ans de travaux pour 27 millions d'euros, qui ne serait fini qu'en 2011. Un terrain de camping international pour jeunes de 250 places a été ouvert en septembre 2007.
Un projet de réhabilitation d'une partie des bâtiments en complexe hôtelier de luxe est dévoilé à l’été 2015. Il est achevé à la fin de la décennie. Des appartements de luxe sont également proposés à la vente.

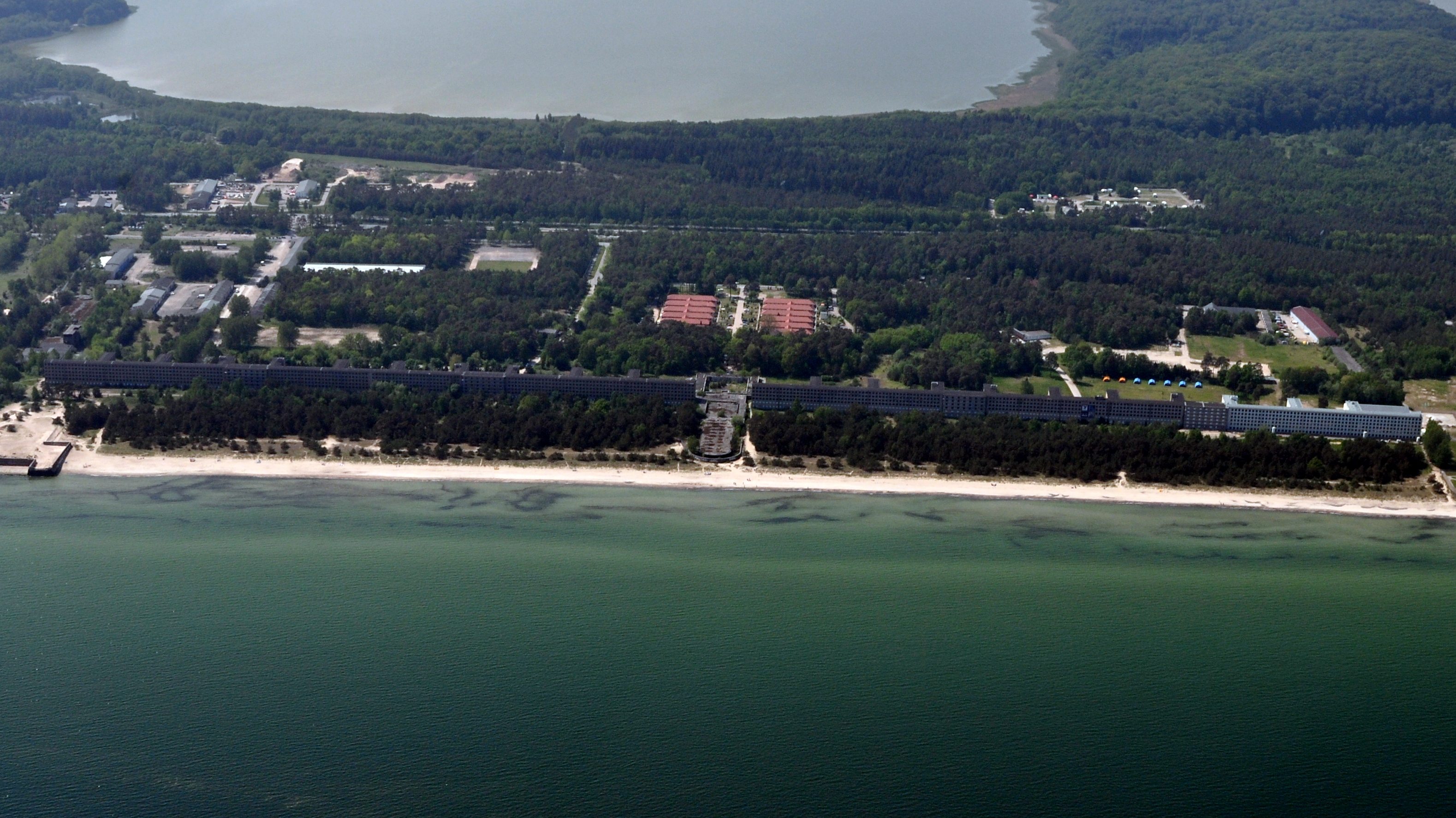
Prora en 2011.
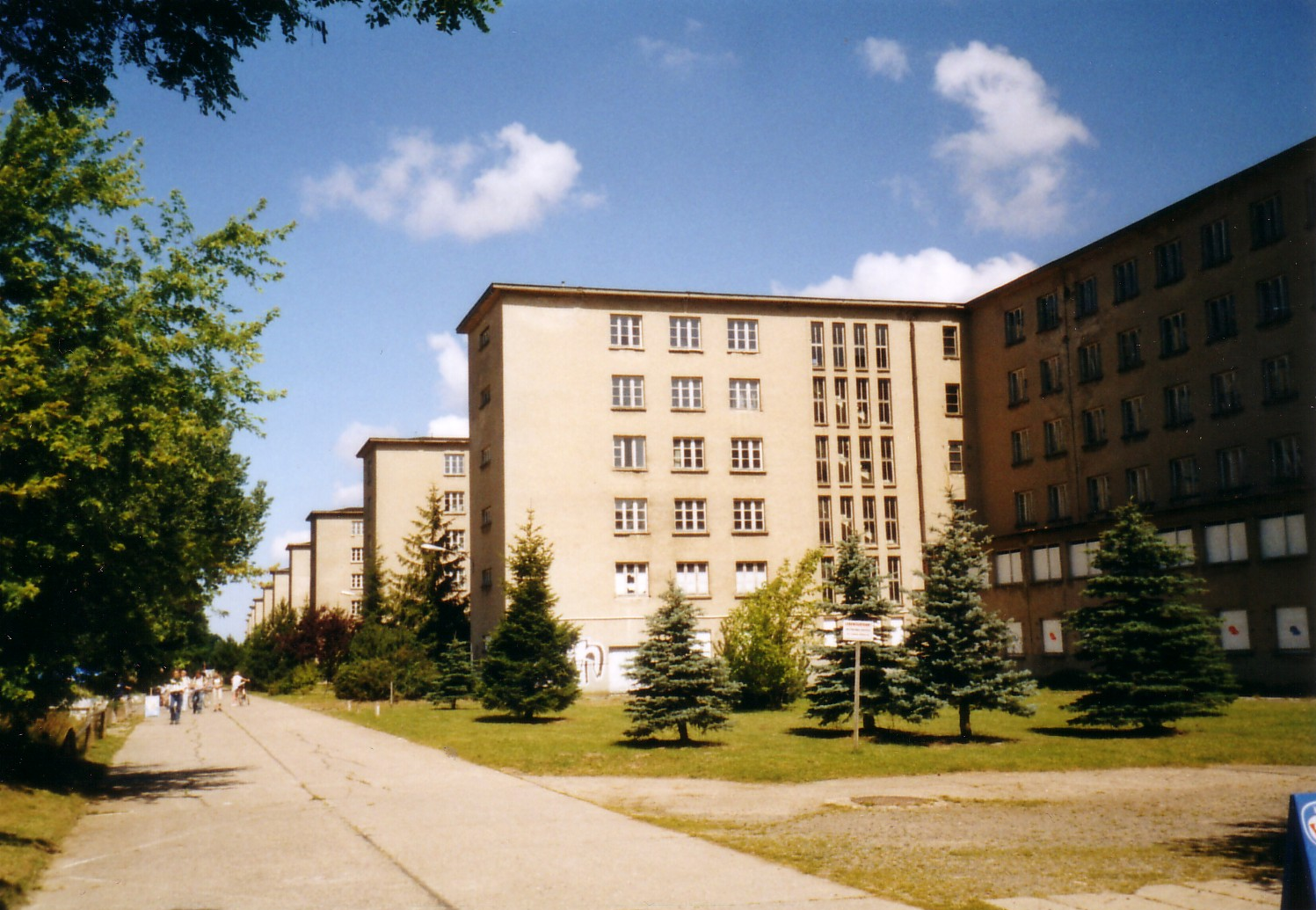
Prora en 2004.
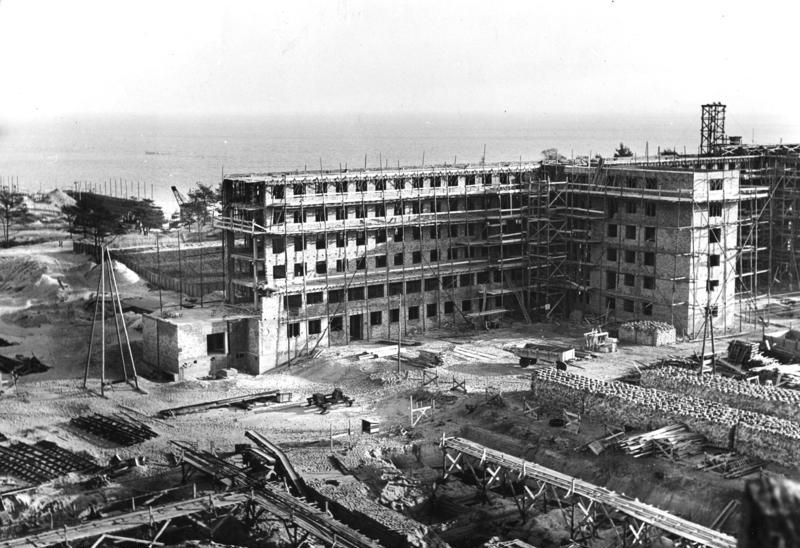
Prora en 1937.
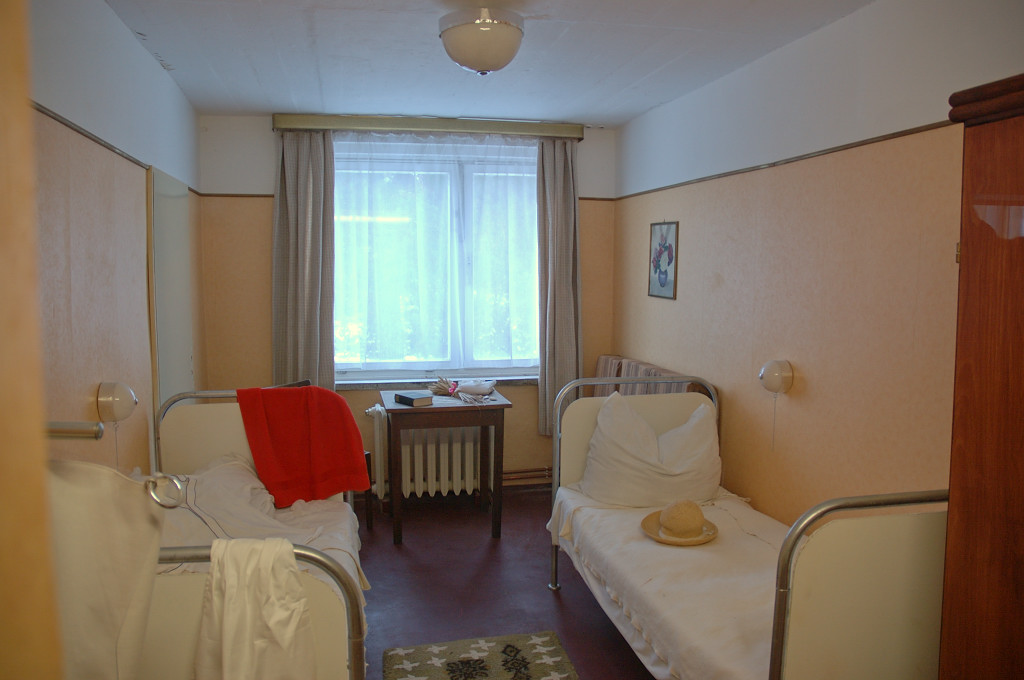
Reconstitution d'une chambre de l'époque du KdF (1936-1939), mais l'ensemble n'a jamais été terminé à l'époque.
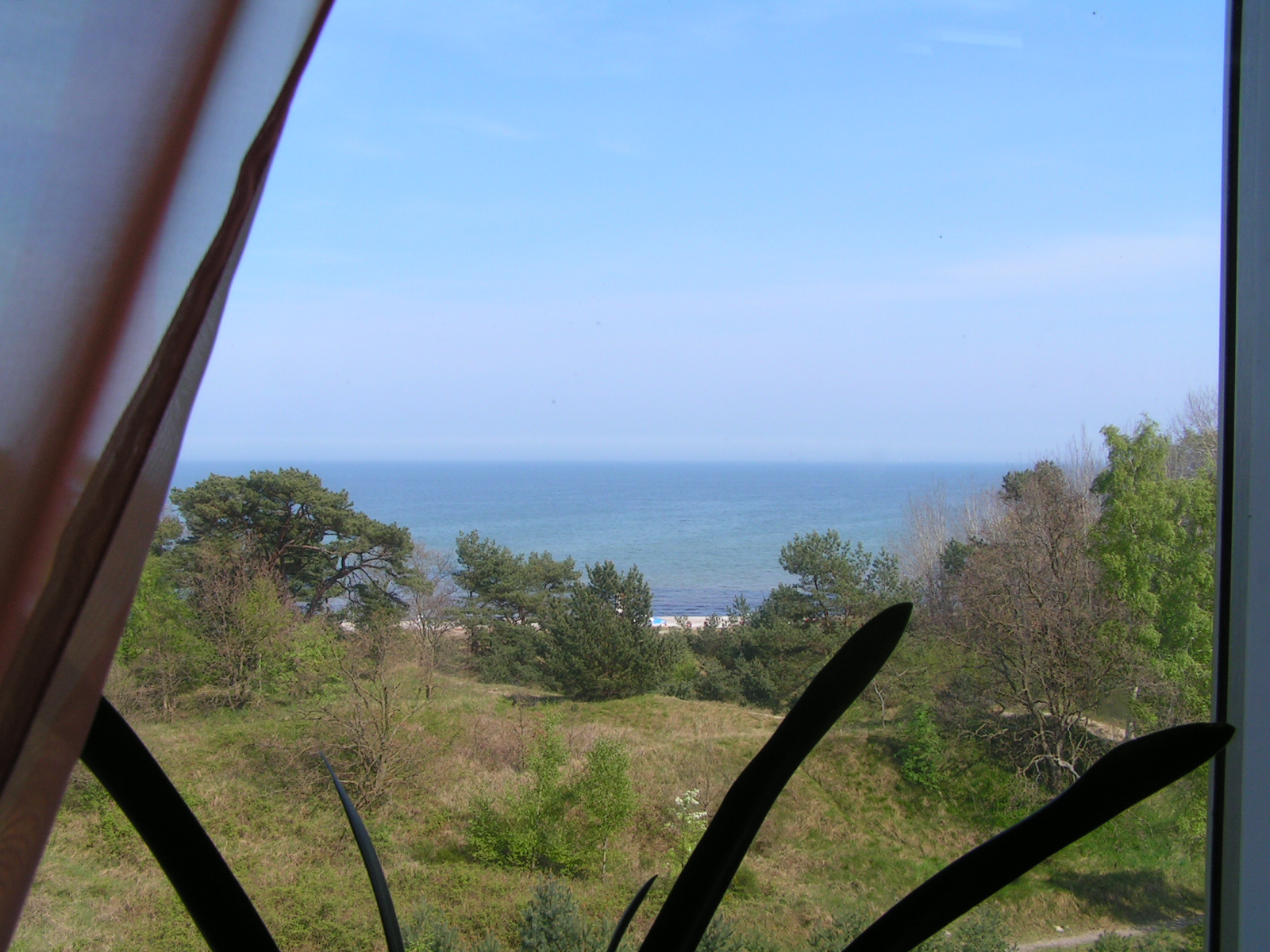
Vue d'une fenêtre sur la mer.